# Antonio V. Hernández Benavides
Antonio V. Hernández Benavides (Río Grande, Coahuila; 6 de marzo de 1845 - Ciudad de México, 3 de marzo de 1926) fue un empresario y político mexicano. Desde finales del siglo XIX hasta inicios del siglo XX formó parte del grupo Los Científicos, encabezado por Manuel Romero Rubio y más tarde por José Yves Limantour. 
Fue gobernador de Coahuila, presidente del Senado, y diputado del Congreso de la Unión, además de distinguirse como uno de los fundadores del Banco Central Mexicano, antecesor del Banco de México, del Banco de Nuevo León y el Banco Mercantil de Monterrey, antecesores de Banorte, de la Fábrica de Vidrios y Cristales de Monterrey S.A., antecesora de Grupo Vitro, entre otros. Fue cónsul de Reino de Bélgica en Monterrey, y padre de Rafael L. Hernández, secretario de Gobernación.

## Familia
José Antonio Víctor Hernández y Benavides nació en la hacienda de Guadalupe (San Juan Bautista del Río Grande), estado de Coahuila, el 6 de marzo de 1845, siendo hijo del capitán Marcos Hernández Montalvo, jefe político del Partido de Río Grande (Coahuila), y de su segunda esposa María Petra Benavides y García-Dávila (hija de Lázaro de Benavides y Soberón y de Nicolasa García-Dávila y Martínez-Guajardo), propietarios de la hacienda de Guadalupe en Coahuila. Fue cuñado de Evaristo Madero, casado en primeras nupcias con su media hermana, Rafaela Hernández Lombraña (madre de Francisco Madero Hernández), y en segundas con su prima hermana, Manuela Farías Benavides (madre de Ernesto Madero Farías). 
En 1852, a los siete años de edad, fue enviado a la ciudad de Monterrey donde se formó en el Colegio Civil. Más tarde fue enviado al Reino de Bélgica, finalizando sus estudios en el Instituto Superior de Comercio de la ciudad de Amberes.
En 1871 contrajo matrimonio con Ana María González Treviño, hermana de Lorenzo y Mercedes González Treviño (madre de Francisco I. Madero), con quien procreó trece hijos, entre ellos a Lorenzo L. Hernández, Rafael L. Hernández, etc.

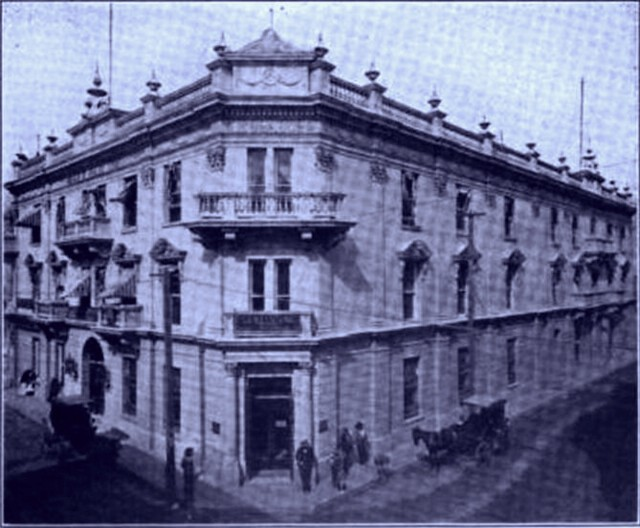
Sede del Banco de Nuevo León en Monterrey (1892)

En 1877 fue uno de los testigos en el acta de nacimiento de Francisco I. Madero. En 1887, lo escoltó a él y a su hermano Gustavo Madero durante su viaje de Nueva York a Le Havre en el barco La Bretagne, cuando partieron a realizar sus estudios a París.

## Trayectoria empresarial

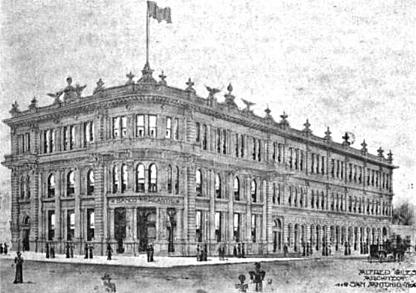
Sede Banco Mercantil de Monterrey (1899)

En 1874 fundó la Minera San Pablo. En 1875 se unió junto a Francisco Madero Hernández, a la sociedad Madero y Cía (fundada por Evaristo Madero y Lorenzo González Treviño en 1865). En 1887 fundó junto a Francisco Madero Hernández la sociedad Madero y Hernández Sociedad Agrícola (deshecha en 1894), propietaria de seis fincas en La Laguna, una en Nuevo León, dieciséis sitios de agostadero en Coahuila, así como otros terrenos. En 1891 fundó la Compañía Minera San Nicolás sobre las minas de San Nicolás Tolentino descubiertas por su antepasado el capitán Francisco Báez de Benavides, junto a Manuel Romero Rubio, el general Jerónimo Treviño, Viviano L. Villarreal, Andrés Farías Benavides, Evaristo Madero, entre otros.
En 1892 fundó el Banco de Nuevo León, del cual fue gerente hasta 1899. En 1894 fundó la Minera La Parreña. En 1897 fundó la Minera Azteca S.A. y la Minera Dolores S.A., así como la Compañía de Baños de Monterrey S.A. y la Ladrillera Las Mitras. En 1899 fundó el Banco Mercantil de Monterrey, del cual fue gerente, accionista y miembro de su consejo de administración, en el mismo año aparece como accionista de la Fábrica de Vidrios y Cristales de Monterrey S.A., ambas junto a José A. Muguerza y Francisco G. Sada. 

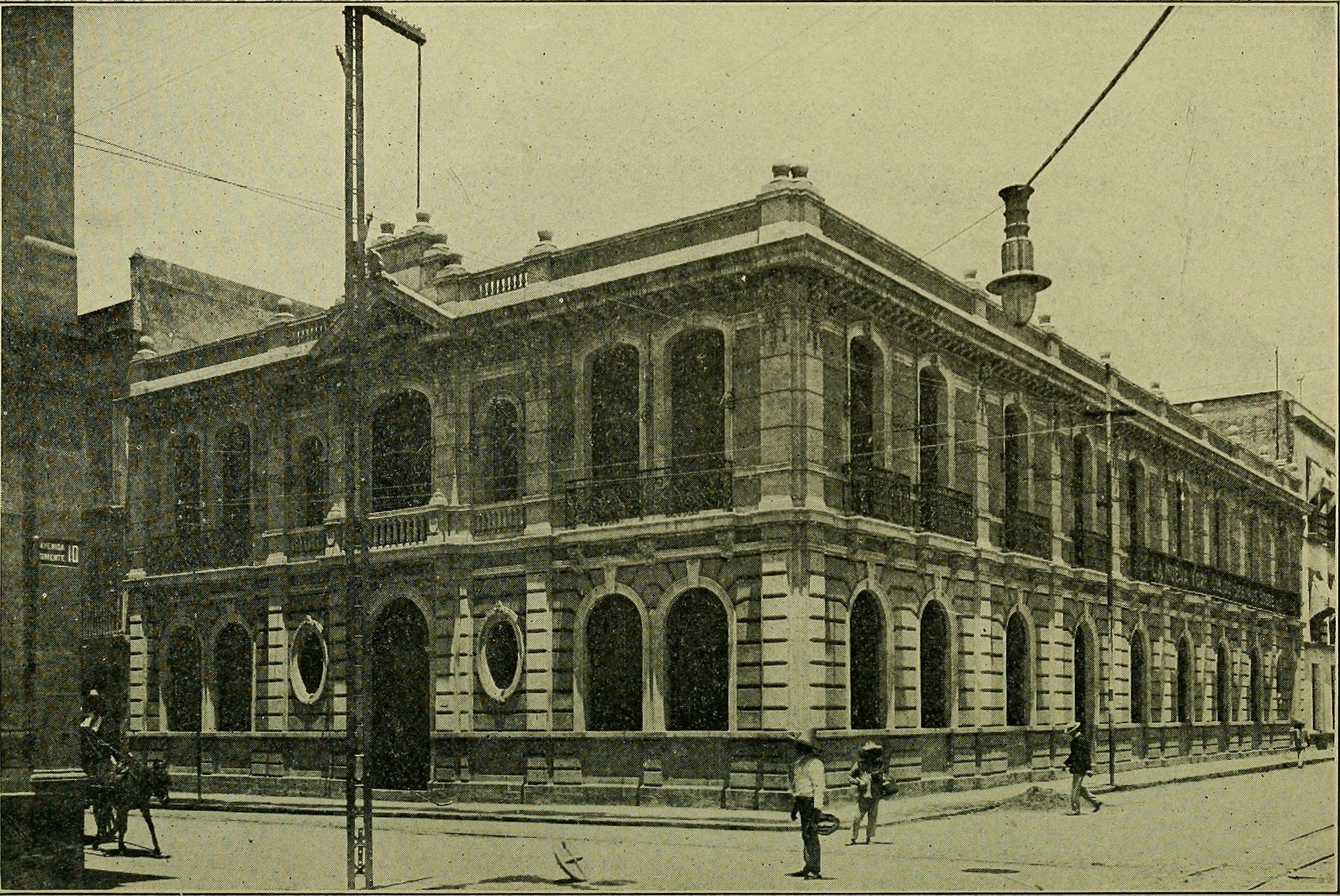
Sede del Banco Central Mexicano en la Ciudad de México (1899)

En 1900 fundó la Minera del Norte y la Fábrica de Cartón de Monterrey S.A., asimismo adquiere el Teatro Circo de Monterrey S.A. y la Compañía Industrial Tipográfica de Monterrey. Para ese mismo año se menciona que controla también la Compañía Banquera Anglo Mexicana, a través de la cual constituye también el Banco de Guanajuato junto a la Banque de l’Union Parisienne, Enrique C. Creel, Juan F. Brittingham, Gerardo Meade, Eduardo Meade, Ramón Alcázar, entre otros, llegando a cotizar sus acciones en la Bolsa de París.
En 1901 fundó la Empresa Editorial de Monterrey S.A. En 1902 fundó la Minera Las Higueras S.A. y la Compañía de Aserrar Maderas de Caballeros S.A. En 1904 fundó la Sociedad Cooperativa de Ahorros e Inversiones de Monterrey, siendo gerente Andrés Farías Benavides, socio fundador del Banco de Nuevo León (ambos cuñados de Evaristo Madero).

## Banco Central Mexicano
Por escritura pública otorgada el 6 de febrero de 1899 en virtud del contrato de concesión de licencia para el establecimiento del Banco Refaccionario de México con sede en la Ciudad de México por parte de José Yves Limantour, entonces secretario de Estado y del despacho de Hacienda y Crédito Público, fue fundado el Banco Central Mexicano por parte de los señores Ramón Alcázar, Enrique C. Creel, Guillermo Vermebren, Antonio V. Hernández y Carlos Bracho. También fueron accionistas Fernando Pimentel y Fagoaga, Joaquín D. Casasús,  Viviano L. Villarreal, Balbino Dávalos, entre otros.

## Trayectoria política
De diciembre de 1882 a mayo de 1883 se desempeñó como gobernador de Coahuila, siendo precedido y sucedido por su cuñado Evaristo Madero.
En 1898 formó parte de la comisión de recepción del General Porfirio Díaz a Monterrey, de la que fungió como vocal.
En 1901 fue nombrado senador de la Federación, cuya presidencia ocupó en 1908.
En 1903 el rey Leopoldo II de los Belgas le otorgó el cargo de cónsul del Reino de Bélgica en Monterrey (con jurisdicción en Nuevo León y Coahuila), aprobado por el Congreso y suscrito por el General Porfirio Díaz, presidente de México.
En 1910 fue uno de los organizadores del banquete de honor al General Porfirio Díaz el 3 de julio de 1910 encabezado por Fernando Pimentel y Fagoaga.
Desde al menos 1911 fue vicepresidente de la Sociedad Indianista Mexicana.
Fue también segundo procurador del ayuntamiento de San Pedro de las Colonias, Coahuila.

## Muerte
Murió el 3 de marzo de 1926 en su casa de la Colonia Roma. Fue enterrado en el Panteón Francés de la Ciudad de México. 